# Hildegard Lagrenne
Hildegard Lagrenne (Schreibweise auch: Lagrene) (* 1921; † 29. März 2007 in Mannheim) war eine Porajmos-Überlebende, Mitarbeiterin beim Zentralrat Deutscher Sinti und Roma und im Dokumentations- und Kulturzentrum des Zentralrats in Heidelberg und Trägerin der Verdienstmedaille des Landes Baden-Württemberg seit 1997.

## Leben
Hildegard Lagrenne wuchs im Rheinland auf und wurde im Mai 1940 mit ihrer Familie und weiteren Sinti-und-Roma-Familien in Konzentrationslager im nationalsozialistisch besetzten Polen deportiert. Nach der Befreiung zog sie mit überlebenden Familienangehörigen, darunter ihren beiden Brüdern, nach Mannheim. Das von Michail Krausnick herausgegebene Buch „Da wollten wir frei sein!“ enthält u. a. Schilderungen und Erlebnisberichte von Hildegard Lagrenne.
Aufgrund von Veröffentlichungen und zahlreichen Gesprächen mit Journalisten und ihrer Informationsarbeit in Schulen, bei Jugendgruppen und öffentlichen Veranstaltungen wurde sie zu einer überregional bekannten Persönlichkeit der Bürgerrechtsbewegung der deutschen Sinti und Roma, die sie prägte. Sie trat zeit ihres Lebens für Bildung und die Bekämpfung des Antiziganismus ein.
Hildegard Lagrenne arbeitete seit 1981 als Mitarbeiterin beim Zentralrat Deutscher Sinti und Roma und seit 1991 im Dokumentations- und Kulturzentrum Deutscher Sinti und Roma in Heidelberg.

## Ehrungen
1997 erhielt sie die Verdienstmedaille des Landes Baden-Württemberg (seit 2009 Verdienstorden). Die nach ihr benannte Hildegard-Lagrenne-Stiftung (HLS) wurde am 25. Oktober 2012 in Berlin von einem Netzwerk verschiedener Sinti-und-Roma-Bildungsinitiativen gegründet. Auch der in Mannheim mit 5.000 Euro dotierte Hildegard-Lagrenne-Preis für engagierte Persönlichkeiten, die sich vorbildhaft für Toleranz, Menschenrechte und Bildungsgerechtigkeit in Mannheim und der Metropolregion Rhein-Neckar einsetzt, ist nach ihr benannt.

## Hildegard-Lagrenne-Stiftung
Die 2012 gegründete Stiftung hat das vorrangige Ziel, gegen Antiziganismus im Bildungsbereich zu wirken. Kinder, Jugendliche wie auch erwachsene Sinti und andere Roma sollen in ihren Bildungskarrieren finanziell unterstützt werden. Die Stiftung entwickelt und fördert Projekte dazu, unterstützt aber auch vor Ort auf andere Weise benachteiligte Familien. Dabei trifft sie nach dem Kriterium der Herkunft eine Unterscheidung zwischen der „Förderung … der Inklusion und Integration insbesondere der Sinti und Roma in Deutschland“ und den in Deutschland lebenden (Stiftung: „sich in Deutschland aufhaltenden“) Roma aus anderen „europäischen Herkunftsländern“. Geschäftsführer war von 2014 bis 2019 der Musiker Romeo Franz, gefolgt von Alexander Diepold, Gründungsvorstände waren die Kulturwissenschaftlerin Elizabeta Jonuz, der Vorsitzende des Landesverbands Baden-Württemberg der Sinti und Roma Daniel Strauß und die Erziehungswissenschaftlerin Jane Schuch. Alle vier gehören der Minderheit an. Seit Mitte Juli 2020 bilden Verena Lehmann, Nino Novakovič und Daniel Strauß den Vorstand.